# Mazatlán
Mazatlán er en by i den mexicanske delstat Sinaloa. Folketællinger fra 2005 viser et indbyggertal på 352.471 i byen. Mazatlán er en vigtig havne- og turistby.
Motorvejen der forbinder Mazatlán med Durango i delstaten af samme navn passerer over den 1124 meter lange Baluarte-broen, en af verdens højeste hængebroer over en stejl og godt 400 meter dyb kløft.

## Galleri
- Udsigt over den historiske bydel
- Udsigt over havnen i Mazatlán med byen fyrtårn på toppen af klippen
- Udspring fra klipperne omkring byen

23°14′29″N 106°24′35″V / 23.2414°N 106.4097°V